# AVN Award de l'interprète lesbienne de l'année
L’AVN Award de l’Interprète Lesbienne de l’Année (All-Girl Performer Of The Year en anglais) est une récompense individuelle de l’industrie pornographique décernée à l’occasion des cérémonies des AVN Awards aux actrices spécialisées dans la pornographie lesbienne qui ont le plus marqué l’année précédente. Les lauréates sont désignées via un jury issue de l’industrie pornographique (éditeurs, presse spécialisé, critiques).
Seule une poignée des catégories des prix annuels de l'AVN récompensent spécifiquement les artistes dans le domaine féminin. En prenant en compte la croissance continue de la popularité de l'érotisme entièrement féminin, Adult Video News, l’organisateur des AVN Awards décide de remédier à ce déséquilibre avec l'ajout de cette nouvelle catégorie. Le prix est décerné la première fois lors de la 31e cérémonie des AVN Awards en 2014 et est désormais décerné tous les ans ,.

## Critères d'admissibilité
Le critère de base d'admissibilité à la nomination dans la catégorie est d'avoir tourné uniquement des scènes pornographiques lesbiennes pendant la période d'admissibilité aux prix. Cette exigence interdit à certaines prétendantes qui ont tourné quelques scènes hétérosexuelles en 2012-2013 de pouvoir être éligible,.

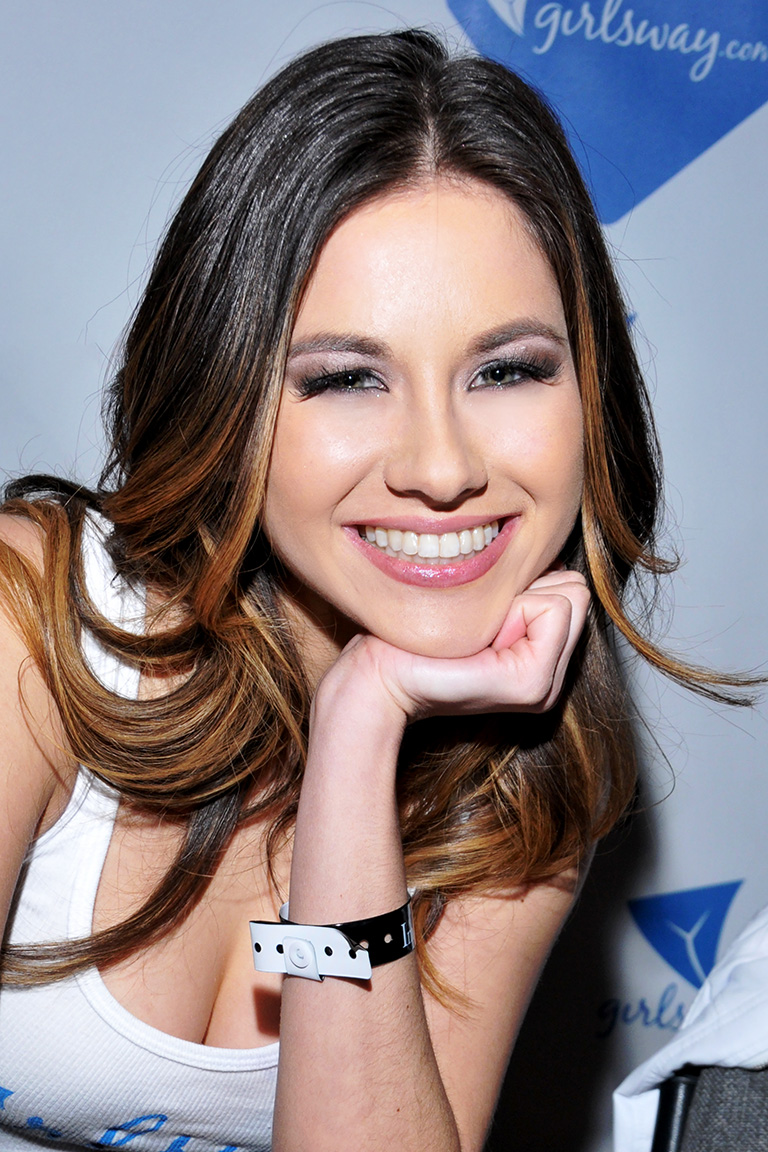
Shyla Jennings, première interprète à recevoir l’AVN Award de l’interprète lesbienne de l'année

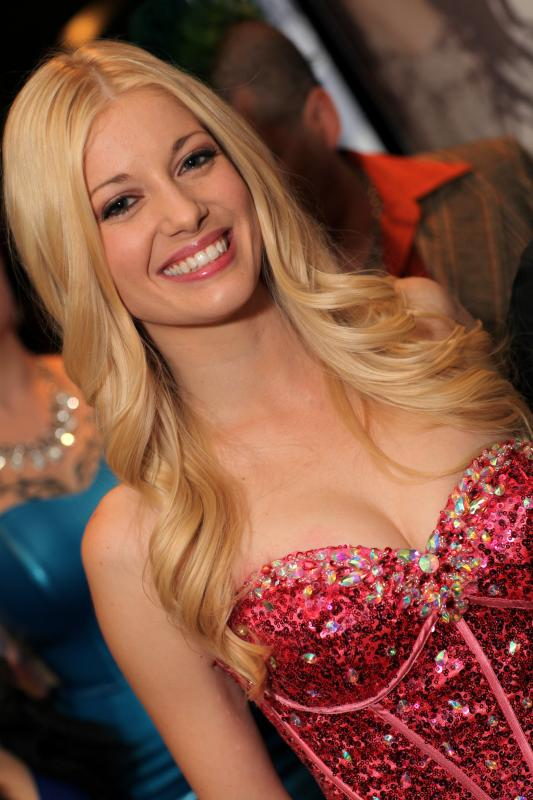
Charlotte Stokely, à ce jour, l’interprète la plus récompensée dans cette spécialité

## Lauréates
La première interprète à avoir remporté le prix en 2014 est Shyla Jennings et l’interprète la plus titrée est Charlotte Stokely avec trois récompenses remportées trois années d’affilé en 2019, 2020 et 2021.
Liste des lauréates depuis 2014:
- 2014: Shyla Jennings[4]
- 2015: Sinn Sage[6]
- 2016: Shyla Jennings[7]
- 2017: Jenna Sativa[8]
- 2018: Jenna Sativa[9]
- 2019: Charlotte Stokely[10]
- 2020: Charlotte Stokely[11]
- 2021: Charlotte Stokely[12]
- 2022: Seren Siren[13]
- 2023: Aidra Fox[14]
- 2024: Amirah Adara[15]
- 2025: Non décerner